# William LeBoutillier Fauvel
Pour les articles homonymes, voir Fauvel.
William LeBoutillier Fauvel (5 janvier 1850-8 août 1897) est un armateur, marchand et homme politique fédéral du Québec.

## Biographie
Né à Percé dans le Canada-Est de parent originaire de l'île de Jersey où il fit une partie de son éducation. Par la suite, il entra dans le commerce de la morue avec son père et ses frères ainés. Peu après, il s'installa à Paspébiac et devint gérant par intérim de Le Boutillier Brothers. Il entama ensuite sa carrière politique en devenant maire de la localité de New Carlisle. Il servit aussi comme président de la Société d'agriculture de Bonaventure. Avec l'aide du premier ministre québécois, Honoré Mercier, Fauvel devint député du Parti libéral du Canada dans la circonscription fédérale de Bonaventure en 1891. En 1894, il devint directeur de campagne pour l'élection de François-Xavier Lemieux dans la circonscription de Bonaventure. Réélu en 1896, il mourut en fonction en 1897 à l'âge de 47 ans.